# Гленбрук (Корк)

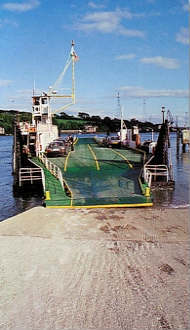
Паром в Гленбруке

Гленбрук (англ. Glenbrook; ирл. Gleann an Fheileastraim) — деревня в Ирландии, находится в графстве Корк (провинция Манстер).
Изначально это был курорт с турецкими банями, первые из которых были открыты в 1838 году, и вслед за которыми была открыта Водолечебница доктора Тимоти Картина.
Местная железнодорожная станция была открыта 1 августа 1902 года и закрыта 12 сентября 1932 года.